# 홋카이도 제2구
홋카이도 제2구(일본어: 北海道第2区, ほっかいどうだい2く)는 일본의 중의원 선거구이다. 1994년 공직선거법 개정으로 신설되었다.

## 지역
- 삿포로시
  - 기타구 (뎃세이 연합마을회관 관내구역 제외)
  - 히가시구

삿포로 시 북부 일대에서 중심부에 걸친 베드 타운 구역에 해당되는 선거구이다. 새로운 주민이 많은 지역이자 전통적인 중소상공인도 다수 거주하고 있는 지역이기도 하다. 2017년 선거구 개편 이전에는 삿포로시 기타 구와 히가시 구 전역에 해당됐다.

## 역사
소선거구 중에서는 지지정당이 비교적 변화를 거듭해 왔던 선거구이다. 2003년부터 2012년까지 민주당 미쓰이 와키오와 자민당의 요시카와 다카모리가 의석 쟁탈전을 벌였다. 2003년 총선부터 3회 연속 미쓰이가 의원으로 당선되었지만 2005년 총선에서는 요시카와도 비례부활제로 당선되었고, 2012년 총선에서는 자민당이 전국에서 선전하면서 요시카와가 미쓰이를 누르고 비례부활에도 실패하게 만드는 대승을 거두었다. 같은 선거에서 일본유신회 후보로 출마한 득표수 3위의 다카하시 미호도 비례부활로 당선되었다.
2014년 총선에서는 미쓰이가 은퇴하고, 그간 홋카이도 제12구에 출마했던 민주당의 마쓰키 시즈히로가 유신회에 입당해 후보로 출마하였다. 하지만 민주당 홋카이도지부가 이에 반발하여 이케다 미키를 무소속 후보로 내세우면서 야당 표심이 분열되었고, 결과적으로 요시카와가 지역구 의원으로 당선되고 마쓰키는 비례부활로 당선됐다. 2017년에는 희망의 당에 입당한 마쓰키 시즈히로와 요시카와가 다시 맞붙었으나 요시카와가 당선, 마쓰키는 비례부활도 못하고 낙선하였다.

## 역대 국회의원
| 선거          | 선거          | 의원              | 정당   |
| ------------- | ------------- | ----------------- | ------ |
|               | 1996년 제41회 | 오사나이 주이치   | 신진당 |
|               | 2000년 제42회 | 요시카와 다카모리 | 자민당 |
|               | 2003년 제43회 | 미쓰이 와키오     | 민주당 |
| 2005년 제44회 |               | 미쓰이 와키오     | 민주당 |
| 2009년 제45회 |               | 미쓰이 와키오     | 민주당 |
|               | 2012년 제46회 | 요시카와 다카모리 | 자민당 |
| 2014년 제47회 |               | 요시카와 다카모리 | 자민당 |
| 2017년 제48회 |               | 요시카와 다카모리 | 자민당 |

## 같이 보기
- 홋카이도 선거구